# Clover Maitland
Clover Margaret Maitland OAM (* 14. März 1972 in Maryborough, Queensland) ist eine ehemalige australische Hockeyspielerin, die mit der australischen Hockeynationalmannschaft 1996 und 2000 Olympiasiegerin war.

## Sportliche Karriere
Clover Maitland stand bei der Champions Trophy 1995 erstmals bei einem größeren Turnier im Tor der australischen Nationalmannschaft. Nach 1995 war sie auch bei den Siegen 1997 und 1999 dabei.
Bei den Olympischen Spielen 1996 in Atlanta war Maitland die Stammtorhüterin der australischen Mannschaft. Im Finale trafen die Australierinnen auf die Südkoreanerinnen und gewannen den Titel mit 3:1. Zwei Jahre später bei der Weltmeisterschaft 1998 in Utrecht bezwangen die Australierinnen im Finale die Niederländerinnen mit 3:2. Auch bei diesem Turnier war Maitland Stammtorhüterin der Australierinnen. 2000 fanden die Olympischen Spiele in Sydney statt. Clover Maitland wurde in vier Spielen eingesetzt, in den anderen Spielen stand Rachel Imison im Tor. Im Finale war Imison beim 3:1-Sieg gegen die Argentinierinnen dabei.
Clover Maitland wurde im Januar 1997 mit der Medaille des Order of Australia ausgezeichnet.